# Појеница Воиниј (Хунедоара)
Појеница Воиниј (рум. Poienița Voinii) насеље је у Румунији у округу Хунедоара у општини Бунила. Oпштина се налази на надморској висини од 808 m.

## Становништво
Према подацима из 2002. године у насељу је живело 140 становника, од којих су сви румунске националности.